# Catapariprosopa rubiginans
Catapariprosopa rubiginans là một loài ruồi trong họ Tachinidae.